# Arisaema seppikoense
Arisaema seppikoense är en kallaväxtart som beskrevs av Siro Kitamura. Arisaema seppikoense ingår i släktet Arisaema och familjen kallaväxter. Inga underarter finns listade.